# 梅木真美
梅木真美（日语：／ Umeki Mami，1994年12月6日—）生于大分县玖珠郡九重町，是一名日本女子柔道运动员，主攻78公斤级项目。她的母亲桥口英子（旧姓）是一名前排球运动员。梅木小学3年级开始练习柔道。2013年4月开始就读于环太平洋大学。2017年4月大学毕业后加入综合警备保障俱乐部。